# بشرى البستاني
بشري البستاني هي شاعرة وناقدة وصحافية عراقية، ولدت في مدينة الموصل وتلقت فيها دراستها الابتدائية في المدرسة العراقية، والثانوية في متوسطة المعرفة واعدادية الموصل المركزية. ثم انتقلت إلى بغداد لتكمل دراستها الجامعية في قسم اللغة العربية بكلية التربية- جامعة بغداد،  وعادت إلى الموصل بعد نيلها شهادة البكلوريوس بمرتبة الشرف لتعمل مدرسة لمادة اللغة العربية في مدارسها، ثم انتقلت بعد نيلها شهادتي الماجستير والدكتوراه بدرجة امتياز (مع التوصية بطبع الرسالة والأطروحة) انتقلت إلى التدريس الجامعي في كلية آداب جامعة الموصل وما تزال فيها.

## أسرتها
من أسرة عراقية من طيء، موصلية، أنجبت عدة شخصيات سياسية وأجتماعية مثل خليل إسماعيل البستاني وسعاد خليل إسماعيل ونضال بستاني ولهم صلة مصاهرة مع أسرتي ساطع الحصري ورشيد عالي الكيلاني.

## حياتها العملية
نالت لقب الأستاذية في العام 1998 ولقب الأستاذ الأول على جامعة الموصل في العام 2000. وشاركت البستاني خلال مشوارها العلمي والثقافي في أعمال أكثر من خمسين مؤتمرا علميا في الجامعات العراقية والعربية وأكثر من خمسين مؤتمرا ثقافيا وإبداعيا عراقيا وعربيا وعالميا. كما مثّلت العراق في مؤتمرات علمية وإبداعية عالمية وعربية منها مؤتمر المرأة الدولي في براغ ومؤتمر الثقافة والفنون في ألمانيا ومؤتمر المبدعات العربيات في تونس وبيروت وعمان، وقد تناولتها موسوعة (أعلام الموصل في القرن العشرين) للدكتور عمر الطالب. عملت مدرسة للغة العربية في اعدادية الموصل ودار المعلمات ومعهد المعلمين، ومديرة لاعدادية الكفاح حتى عام 1981. عملت أستاذة للأدب والنقد في كلية الآداب / جامعة الموصل 1985 وما تزال تعمل فيها حتى الآن. أشرفت على الفعاليات الإبداعية للطلبة في تربية نينوى طيلة عملها فيها. شاركت في الأنشطة الثقافية للمنظمات الجماهيرية من خلال مسؤوليتها عن لجنة الثقافة والإعلام والفنون في الاتحاد العام لنساءالعراق 1974 - 1994. عملت عضوة في اللجنة المركزية للإشراف على الامتحانات الوزارية العامة في جامعة الموصل. مسؤولة لجنة الإشراف على الأنشطة الإبداعية الشبابية في الأدب بجامعة الموصل من عام 1989 وحتى الآن. ساهمت في تأليف أكثر من عشرة كتب في الأدب والنقد والاجتماع وحقوق الإنسان منها: كتاب ملتقى البردة، والمرأة والتنمية، وحقوق المواطنة، والمسرح في الموصل، وفي النقد الإسلامي، وستة كتب في ملتقيات مهرجان المربد الشعري ببغداد من عام 1996 – 2002. مستشارة في مجلتي آداب الرافدين، والتربية والعلم الأكاديميتين. رئيسة تحرير سلسلة لأن دراسات في اللغة والأدب والنقد الصادرة عن مؤسسة السياب للطباعة والنشر والتوزيع والترجمة – لندن، رئيسة تحرير مجلة حروف الالكترونية الصادرة عن مؤسسة السياب، محررة كتاب التداولية في البحث اللغوي والنقدي مؤسسة السياب. حاصلة على وسام العلم من وزارة التعليم العالي والبحث العلمي مرتين ووسام الإبداع مرتين من وزارة الثقافة والفنون، وشارة المرأة الماجدة من الاتحاد العام لنساء العراق، فضلا عن أكثر من اربعين شهادة تقديرية من مؤسسات علمية وثقافية عراقية وعربية وعالمية 

## مؤلفاتها
1. ما بعد الحزن، بيروت، النهضة 1973.
2. الاغنية والسكين، بغداد، 1975.
3. أنا والاسوار، جامعة الموصل، 1977.
4. زهر الحدائق، بغداد 1983.[2]
5. أقبّل كف العراق، ة بغداد 1988.
6. البحر يصطاد الضفاف، بغداد 2000.
7. مكابدات الشجر، بغداد 2002.
8. ما تركته الريح، دمشق 2002.
9. مائدة الخمر تدور، دار دجلة، الموصل 2004.
10. أندلسيات لجروح العراق، بيروت، 2010.
11. مخاطبات حواء، القاهرة، 2010.
12. مواجع باء– عين، عمان، 2011.
13. كتاب الوجد، عمان، 1011.
14. خماسية المحنة، عمان 2012.
15. هواتف الليل، قصص، عمان، 2012.[1][4][10]

## كتب في النقد الأدبي
- دراسات في شعر المرأة العربية، عمّان، دار البلسم- 1998.
- تحليل النص الشعري، الجزائر، دار الكتاب العربي- 2002.[1][4][11]

## دواويين مشتركة
- أشعار رغم الحصار - ديوان مشترك، القاهرة، ط 1، 2001.
- مسلة العراق، ديوان مشترك، الاتحاد العام للأدباء - جامعة الموصل، 1994.
- الموصل في عيون الشعر، جامعة الموصل، 2010.[11]

## الجوائز
1. شارة العلم في الوثيقة المرقمة  169 في 6/6/1994 . من وزارة التعليم العالي والبحث العلمي .
2. شارة (إبداع) في الوثيقة المرقمة 7 في 1994 من وزارة الثقافة .
3. عرفان نينوى الأدبي من الاتحاد العام للأدباء عام 1995  .
4. شارة العلم والفنون لعام  1995  من وزارة الثقافة والفنون .
5. شارة العلم المرقمة  120في 24/8/1998. من وزارة التعليم العالي .
6. وسام الأستاذ الأول في التميز العلمي على جامعة الموصل، كلية الآداب عام 2000.
7. شارة الإبداع لعام 2000. من وزارة الثقافة والإعلام .
8. شارة العلم لعام 2000 . من وزارة التعليم العالي .
9. وسام العلم في 18/1/2001. من وزارة التعليم العالي .
10. شارتي الإبداع لعام 2002. من الاتحاد العام لنساء العراق .
11. درع الإبداع من جامعة الموصل،  في 2-4-2009 .
12. درع الإبداع من الجامعة الحرة في 5 / 7 / 2009 .
13. درع الإبداع من محافظ نينوى ودار (عراقيون للإعلام والصحافة والنشر) في 15 / 10 / 2009 .
14. درع ملكة الحضر من كلية  طب / جامعة الموصل في 12 - 4 - 2010 .
15. درع الإبداع من كلية التربية الأساسية / جامعة الموصل، في 4- 4 - 2011 . [11]